# Балесфельд
Балесфельд (нім. Balesfeld) — громада в Німеччині, розташована в землі Рейнланд-Пфальц. Входить до складу району Бітбург-Прюм. Складова частина об'єднання громад Бітбургер-Ланд.
Площа — 2,35 км2. Населення становить 196 ос. (станом на 31 грудня 2020).